# Dulce (rivière)
Pour les articles homonymes, voir Rio Dulce.
Le Dulce est un cours d’eau espagnol d'une longueur de 35,96 km qui coule dans la communauté autonome de Castille-La Manche. Il est un affluent de l'Henares.

## Source de la traduction
- (es) Cet article est partiellement ou en totalité issu de l’article de Wikipédia en espagnol intitulé « Río Dulce (Guadalajara) » (voir la liste des auteurs).